# Tom Kempers
Tom Kempers (ur. 1 czerwca 1969 w Bussum) – holenderski tenisista.

## Kariera tenisowa
Karierę zawodową rozpoczął w 1988 roku, a zakończył w 1999 roku.
Specjalizował się w grze podwójnej, w której wygrał cztery turnieje rangi ATP World Tour oraz osiągnął dwa finały.
W rankingu singlowym Kempers najwyżej był na 253. miejscu (28 lutego 1994), a w klasyfikacji deblowej na 42. pozycji (10 sierpnia 1998).

### Finały w turniejach ATP World Tour
| Nazwa                   |
| ----------------------- |
| Wielki Szlem            |
| Igrzyska olimpijskie    |
| Tennis Masters Cup      |
| ATP Masters Series      |
| ATP Championship Series |
| ATP World Series        |

#### Gra podwójna (4–2)
| Końcowy wynik | Nr | Data                | Turniej   | Nawierzchnia    | Partner          | Przeciwnicy                    | Wynik finału  |
| ------------- | -- | ------------------- | --------- | --------------- | ---------------- | ------------------------------ | ------------- |
| Finalista     | 1. | 7 października 1990 | Ateny     | Ceglana         | Richard Krajicek | Sergio Casal Javier Sánchez    | 4:6, 3:6      |
| Zwycięzca     | 1. | 29 września 1991    | Palermo   | Ceglana         | Jacco Eltingh    | Emilio Sánchez Javier Sánchez  | 3:6, 6:3, 6:3 |
| Zwycięzca     | 2. | 2 października 1994 | Palermo   | Ceglana         | Jack Waite       | Neil Broad Greg Van Emburgh    | 7:6, 6:4      |
| Finalista     | 2. | 8 października 1995 | Walencja  | Ceglana         | Jack Waite       | Tomás Carbonell Francisco Roig | 5:7, 3:6      |
| Zwycięzca     | 3. | 15 marca 1998       | Kopenhaga | Dywanowa (hala) | Menno Oosting    | Jan Siemerink Brett Steven     | 6:4, 7:6      |
| Zwycięzca     | 4. | 2 sierpnia 1998     | Kitzbühel | Ceglana         | Daniel Orsanic   | Joshua Eagle Andrew Kratzmann  | 6:3, 6:4      |